# Václav Lněnička
Václav Lněnička (11. září 1927 Horní Újezd – 25. června 2012 Litomyšl) byl český a československý politik Komunistické strany Československa a poslanec Sněmovny lidu Federálního shromáždění za normalizace.

## Biografie
Vyučil se kovářem a pracoval jako opravář v STS. V letech 1960-1964 byl předsedou MNV v rodném Horním Újezdě, pak v období let 1964-1971 poslancem KNV. V letech 1967-1976 zastával post předsedy JZD v Horním Újezdě. Angažoval se v místních spolcích. V rodné obci stále žil ještě k roku 2010.
Ve volbách roku 1971 zasedl do Sněmovny lidu (volební obvod č. 82 - Polička, Východočeský kraj). Mandát obhájil ve volbách roku 1976 (obvod Polička). Ve Federálním shromáždění setrval do konce funkčního období, tedy do voleb v roce 1981.